# Меднек Валентин Петрович
Валентин Петрович Меднек (1 червня 1910, Комрат Бендерського повіту Бессарабської губернії — 27 жовтня 2008, Москва) — молдавський архітектор, заслужений діяч мистецтв МРСР, почесний громадянин міста Бендери (2003).

## Біографія
Валентин Петрович Меднек народився 1 червня 1910 року в селі Комрат Бендерського повіту (нині муніципій, столиця АТО Гагаузія в Молдові). У 1912-му році сім'я переїхала до Бендер. У 1927 році він закінчив приватне реальне училище А. Георгі, а в 1929-му вступив на архітектурний факультет політехнічного інституту міста Брно, звідки в 1932 відрахований і вигнаний з Чехословаччини «за зв'язок з компартією і участь в антифашистському русі».
Після повернення в Тігіну (Бендери), що входила тоді до складу Румунії, брав участь у читанні та розповсюдженні нелегальної літератури, що надходила з Молдавської АРСР.
У 1934—1937 pp. В. П. Меднек навчається в архітектурному інституті Бухареста, де вступає до лав комуністичної партії Румунії. У цей час керує виданням газети «Стягул Рошу» («Червоний прапор»), органу Бухарестської організації КПР. Після закінчення вузу працює у приватній архітектурно-проектній майстерні.
У січні 1940 року знову повертається в Тігіну (Бендери) і в червні того ж року разом з рештою Бессарабії, приєднаної до СРСР. З літа 1940 очолює міську газету «Нове життя».
Під час Німецько-радянської війни у складі трудового батальйону бере участь в обороні Бендер, будівництві укріплень та переправ під Одесою, Новочеркаськом, Ростовом-на-Дону, Сталінградом, Кременчуком, на Північному Кавказі. Восени 1943 року прямує до Москви, до Головного управління інженерних військ, розробки типового проекту підводного мосту на жорстких опорах.
У 1944 році бере участь у Ясько-Кишинівській операції. У вересні 1944 року після визволення Молдови відкликається до Кишинева, і призначається на чолі відділу проектування та планування Управління архітектури МРСР. У 1945—1946 pp. входить до складу контрольної комісії щодо повернення майна, захопленого Румунією під час окупації радянської території.
У 1947—1949 pp. входить до групи академіка Олексія Вікторовича Щусєва з розробки плану реконструкції столиці Молдови. У 1948—1949 роках, за дорученням Держбуду МРСР, складає «Схему першої черги забудови міста Бендери», а в липні 1952 представляє розроблений спільно з Л. В. Бронфманом держплан Бендер, розрахований на 15-20 років.
У другій половині 1950 року призначається начальником міськпроекту та головним архітектором Бендер та обирається депутатом міської Ради, де очолює комісію з комунального господарства. Знову відкликається в Кишинів та призначається керівником майстерні проектування республіканського інституту «Молдавбудпроект», а потім заступником голови Держбуду МРСР.
Після виходу на пенсію активно займається громадською роботою. Багато років обирається членом республіканського правління товариства «Знання», Спілки архітекторів Молдови, Президії молдавського товариства охорони пам'яток історії та культури тощо.
У жовтні 2000 року, на честь 90-річчя В. П. Меднека, на будівлі кишинівського поштамту відкрито меморіальну дошку.
В останні роки життя проживав у Москві.
В. П. Меднек побував у багатьох країнах Європи, вивчаючи шедеври архітектури різних епох та народів. Спілкувався із такими особистостями, як О. Вертинський, Ф. Шаляпін, П. Лещенко, І. Еренбург, К. Паустовський. Зазнав прихильного ставлення перших осіб ЦК Компартії Молдови, зокрема Л. І. Брежнєва.

## Автор проектів споруд
- Кінотеатр ім. М. Горького, Палац культури ім. П. Ткаченко, меморіал «Пантеон слави», Пам'ятник «Доблесним борцям за владу Рад», автовокзал та ін. споруди у Бендерах.
- Академія наук МРСР, міністерство зв'язку МРСР та ін. у Кишиневі
- Генеральні плани міст Фалешти та Атаки
- Архітектурні частини меморіальних ансамблів на честь воїнів, що загинули у Німецько-Радянській війні в Рибниці, Кошниці, Леові, Леушенах тощо.

## Нагороди
- орден Червоної Зірки (1943)
- орден «Глорія Мунчий» (Трудової слави, 1997)
- медаль «За оборону Одеси»
- медаль «За оборону Кавказу»
- медаль «За оборону Сталінграда».